# Неизвестная по имени жена Сатира I
Неизвестная по имени жена Сатира I — супруга боспорского царя Сатира I, правившего в 433—389 годы до н. э.
По замечанию В. М. Зубаря и А. С. Русяевой А. С., боспорский царь Сатир I, как и его отец Спарток, был женат на знатной эллинке. Возможно, она была родом из Нимфея, что объясняет нежелание её мужа лично вести прямые военные действия по захвату этого города. Именами своих сыновей (Левкон, Горгипп и Метродор) Сатир ещё больше укрепил эллинские обычаи в своем роду, что не могло не импонировать его поданным из греческих городов.